# Ramadan Darwish
Ramadan Darwish Ramadan Darwish (in arabo رمضان درويش رمضان درويش‎?; 29 gennaio 1988) è un judoka egiziano.

## Biografia
Nel 2012 ha partecipato ai Giochi olimpici di Londra venendo eliminato al primo turno dal francese Thierry Fabre.

Nel 2016 ha partecipato ai Giochi olimpici di Rio de Janeiro venendo sorteggiato nella pool A. Al primo turno batte con un ippon l'atleta delle Seychelles Dominic Dugasse e al secondo turno vince per 1-0 contro il cubano José Armenteros conquistando così l'accesso ai quarti di finale, dove venne battuto dall'azero Elmar Gasimov, poi vincitore della medaglia d'argento olimpica.
Nel primo turno di ripescaggio perde contro il tedesco Karl-Richard Frey subendo un ippon e conclude quindi la sua seconda partecipazione olimpica in settima posizione.

## Palmarès
- Mondiali

Rotterdam 2009: bronzo nei -100kg.
- Giochi panafricani

Maputo 2011: argento nei -100kg.
Rabat 2019: oro nei -100kg.
- Campionati africani

Mauritius 2009: oro nei -100kg;
Yaounde 2010: oro nei -100kg;
Dakar 2011: oro nei -100kg;
Agadir 2012: oro nei -100kg.
Maputo 2013: oro nei -100kg;
Port Louis 2014: argento nei -100kg;
Libreville 2015: argento nei -100kg;
Tunisi 2016: oro nei -100kg;
Antanarivo 2017: argento nei -100kg;
Tunisi 2018: oro nei -100kg.
- Giochi del Mediterraneo

Pescara 2009: oro nei -100kg.
Mersin 2013: oro nei -100kg.
Tarragona 2018: oro nei -100kg.

### Vittorie nel circuito IJF
| Data             | Località | Paese      | Categoria |
| ---------------- | -------- | ---------- | --------- |
| 29 novembre 2009 | Qingdao  | Cina       | Gran Prix |
| 18 ottobre 2014  | Tashkent | Uzbekistan | Gran Prix |
| 14 giugno 2016   | Budapest | Ungheria   | Gran Prix |
| 8 ottobre 2017   | Tashkent | Uzbekistan | Gran Prix |